# میرزا حبیب خراسانی
میرزا حبیب خراسانی (زاده ۱۲۲۸ خورشیدی، ۱۲۶۶ هجری قمری - درگذشته ۱۲۸۷ خورشیدی، ۱۳۲۷ هجری قمری) از شاعران عارف و از روحانیان دانشمند خراسان بوده‌است. نسب او از طریق جدش سید محمدمهدی خراسانی ملقب به شهید رابع به شاه نعمت‌الله ولی می‌رسد.
وی افزون بر کسب علوم دینی و فراگیری زبان فرانسه و عربی، به مقامات عالی عرفانی و معنوی دست یافت. در تزکیه نفس و تهذیب اخلاق و کردار نیکو، سر مشق اهل روزگار بود و ذوق شعری و استعداد درخشانی داشت.

## دیوان شعر
دیوان شعر حبیب دارای قصایدی استوار و غزلیات شورانگیز و رندانه‌ای است.
غزل معروف «گوهر خود را هویدا کن کمال این است و بس» که به اقتباس از صائب تبریزی سروده شده و غزل «هر شب من و دل تا سحر در کوچه دیوانه ها» از غزلیات مشهور او می‌باشد.
شعر معروف:
| از داغ غمت هر که دلش سوختنی نیست   |  | از شمع رخت محفلش افروختنی نیست       |
| گرد آمده از نیستی این مزرعه را برگ |  | ای برق مزن خرمن ما سوختنی نیست       |
| در طوف حریمش ز فنا جامهٔ احرام      |  | کردیم، که این جامه به تن دوختنی نیست |

و شعر معروفی که معمولاً اقطاب دراویش زمزمه می‌کنند
| مرا پیر حقیقت جز علی نیست    |  | که هستی را حقیقت جز علی نیست  |
| مبین غیر از علی پیدا و پنهان |  | که در غیب و شهادت جز علی نیست |
| مجو غیر از علی در کعبه و دیر |  | که هفتاد و دو ملت جز علی نیست |

همچنین غزل:
| امروز امیر در میخانه تویی تو    |  | فریادرس ناله مستانه تویی تو       |
| مرغ دل ما را که به کس رام نگردد |  | آرام تویی، دام تویی، دانه تویی تو |
| در کعبه و بتخانه بگشتیم بسی ما  |  | دیدیم که در کعبه و بتخانه تویی تو |

دیوان حبیب بیش از ده بار چاپ شده است و چاپ مشهور ان توسط انتشارات زوار تهران و با مقدمه علی حبیب منتشر گشته است. 
اخوان ثالث نیز شعری در مدح حبیب خراسانی دارد.

## درگذشت
میرزا حبیب خراسانی در سال ۱۳۲۷ ق به طرز مشکوکی فوت می‌کند و برخی معتقد هستند که این مجتهد مشروطه خواه توسط برخی مجاهدان غیر دینی مشروطه طلب مسموم شده است. وی در نزدیکی مقبره علی بن موسی الرضا و اجداد خود میرزا هدایت الله شهیدی و سید محمدمهدی خراسانی که در راه اتحاد ملی و دفاع از مشهد و خراسان به قتل رسیده بود، مدفون است.